# Le Pont-de-Beauvoisin (Savoie)
Pour les articles homonymes, voir Le Pont-de-Beauvoisin.
Le Pont-de-Beauvoisin est une commune française située dans le département de la Savoie, en région Auvergne-Rhône-Alpes.
Elle est l'homonyme de la commune Pont-de-Beauvoisin en Isère, dont elle est séparée par le Guiers.

## Géographie

### Localisation
Le territoire communal est situé dans la partie occidentale du département de la Savoie en limite du département de l'Isère. Il s'agit de l'une des communes adhérentes de la communauté de communes Val Guiers.

### Communes limitrophes
Le territoire du Pont-de-Beauvoisin est bordé par trois communes limitrophes, dont deux sont situées dans le département de l'Isère.
|                               | Romagnieu (Isère)             |          |
| Le Pont-de-Beauvoisin (Isère) | Pont de Beauvoisin            | Domessin |
|                               | Le Pont-de-Beauvoisin (Isère) |          |

### Géologie et relief
Les territoires des deux communes homonymes se situent dans la plaine du Guiers à l'ouest des gorges de Chailles, formées par cette même rivière et qui sont l'exemple même d'une cluse typique du relief jurassien.

### Hydrographie

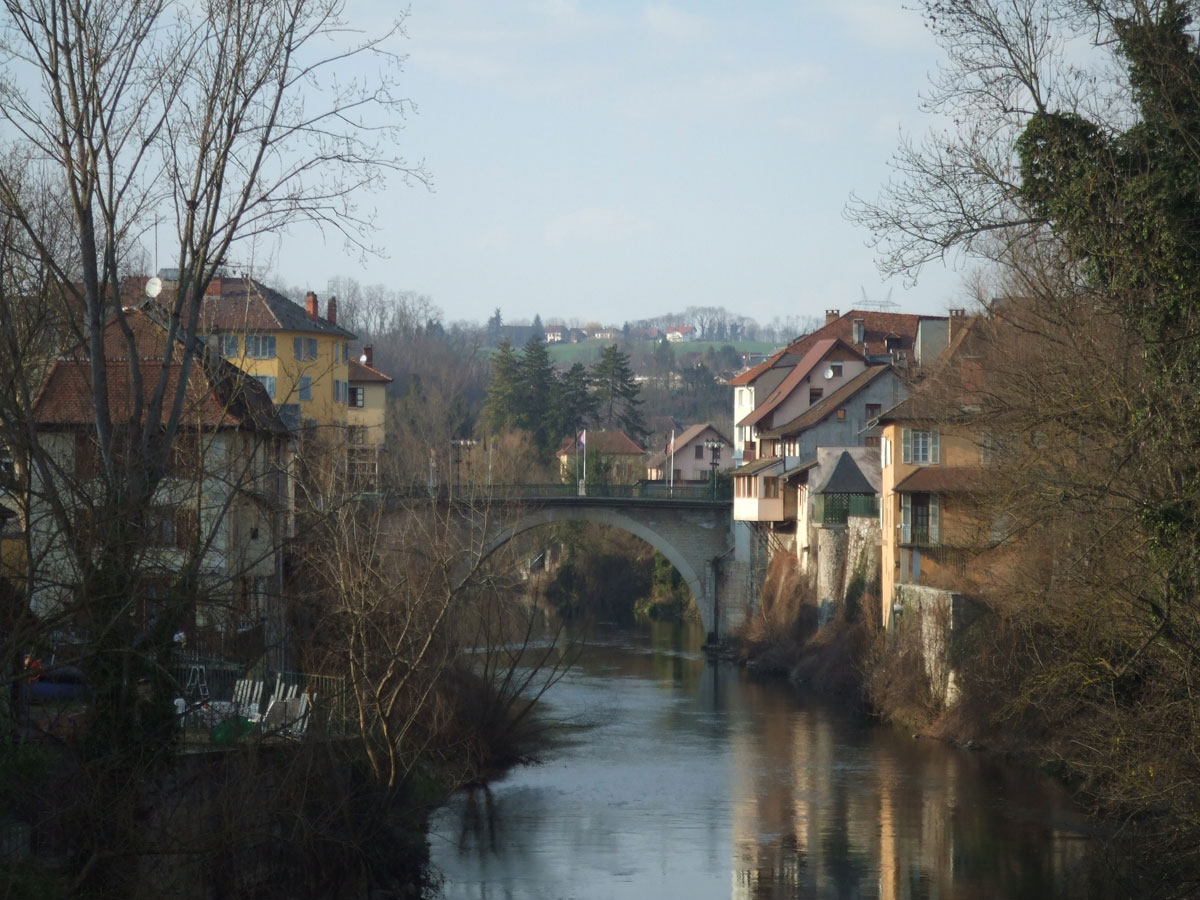
Pont sur le Guiers.

Le territoire de la commune est principalement bordé par le Guiers, un affluent du Rhône, rivière de type torrentiel d'une longueur de 50 kilomètres qui marquait autrefois la frontière entre la France et les États de Savoie et qui sépare aujourd'hui les deux communes homonymes du Pont-de-Beauvoisin, la commune savoyarde étant située sur la rive droite.

### Voies de communication et transports
Les principales voies routières qui desservent le territoire communal sont : 
- l'autoroute A43 qui relie Lyon à Chambéry passe à proximité des deux communes du Pont-de-Beauvoisin. Deux bretelles autoroutières situées au nord de la commune permet de rejoindre les deux bourgs :

 10 à 62 km : Le Pont-de-Beauvoisin Les Avenières, Les Abrets
 11 à 66 km : Bourg-en-Bresse, Le Pont-de-Beauvoisin, Belley, Saint-Genix-sur-Guiers
- l'ancienne Route nationale 6, venant localement de Lyon et se dirigeant vers Chambéry dans un axe ouest-est. Celle-ci relie Lyon à Chambéry, puis à la frontière italienne, a été déclassée en route départementale 1006 (RD 1006) dans les départements français de l'Isère et de la Savoie. C'est cette route qui franchit le Guiers au niveau des centres-villes des deux communes homonymes.

Outre la route, la ville est desservie par une gare ferroviaire, accessible uniquement par le TER, unique pour les deux villes homonymes, et située en Isère, en dehors du centre-ville.

## Urbanisme

### Typologie
Au 1er janvier 2024, Le Pont-de-Beauvoisin est catégorisée petite ville, selon la nouvelle grille communale de densité à sept niveaux définie par l'Insee en 2022.
Elle appartient à l'unité urbaine du Pont-de-Beauvoisin, une agglomération inter-départementale regroupant treize  communes, dont elle est ville-centre,,. Par ailleurs la commune fait partie de l'aire d'attraction du Pont-de-Beauvoisin, dont elle est une commune du pôle principal,. Cette aire, qui regroupe 4 communes, est catégorisée dans les aires de moins de 50 000 habitants,.

### Occupation des sols
L'occupation des sols de la commune, telle qu'elle ressort de la base de données européenne d’occupation biophysique des sols Corine Land Cover (CLC), est marquée par l'importance des territoires artificialisés (66,1 % en 2018), en augmentation par rapport à 1990 (46,1 %). La répartition détaillée en 2018 est la suivante : 
zones urbanisées (48 %), zones agricoles hétérogènes (26,9 %), zones industrielles ou commerciales et réseaux de communication (18,1 %), prairies (6,6 %), terres arables (0,5 %).
L'IGN met par ailleurs à disposition un outil en ligne permettant de comparer l’évolution dans le temps de l’occupation des sols de la commune (ou de territoires à des échelles différentes). Plusieurs époques sont accessibles sous forme de cartes ou photos aériennes : la carte de Cassini (XVIIIe siècle), la carte d'état-major (1820-1866) et la période actuelle (1950 à aujourd'hui).

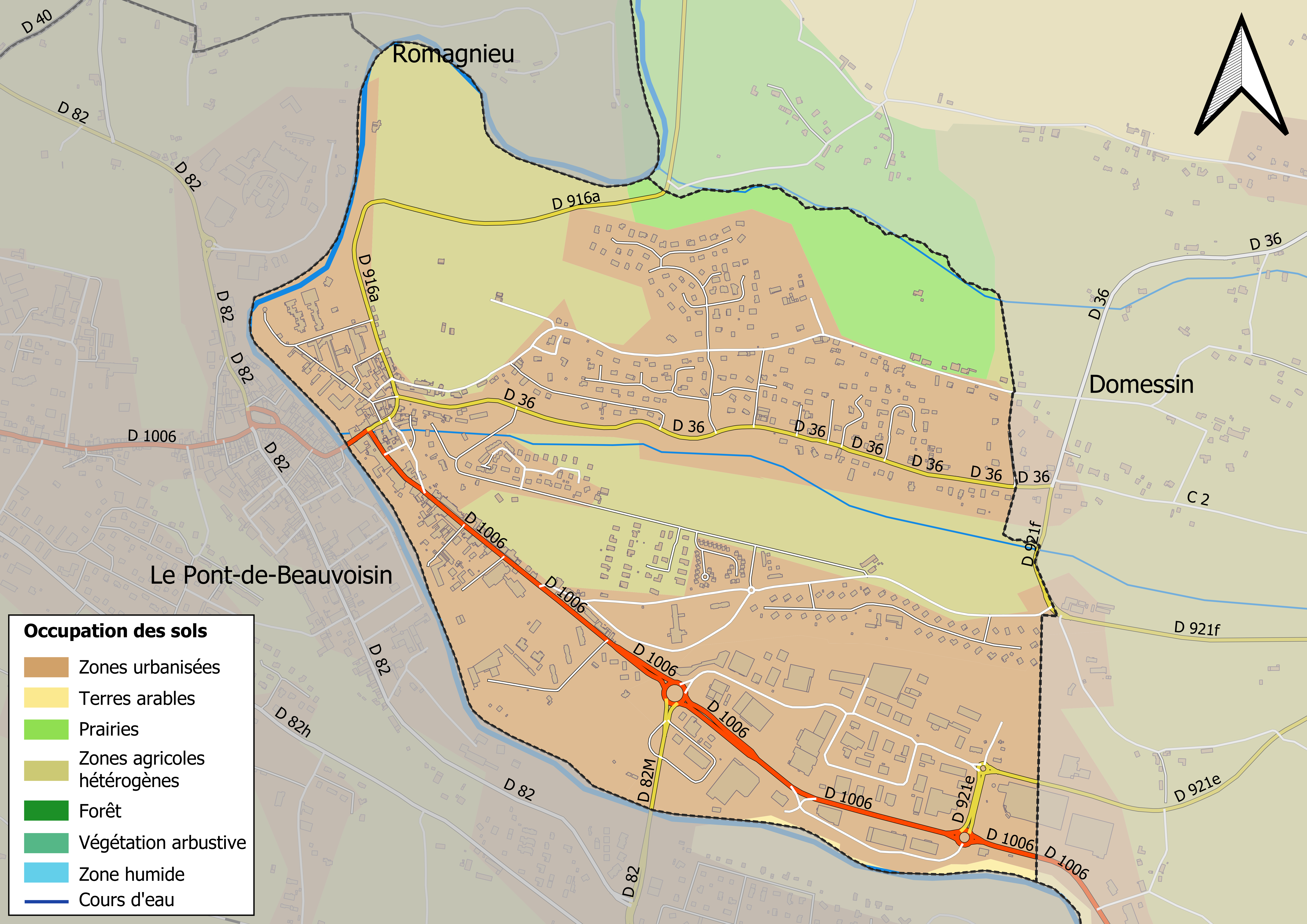
Carte des infrastructures et de l'occupation des sols en 2018 (CLC) de la commune.
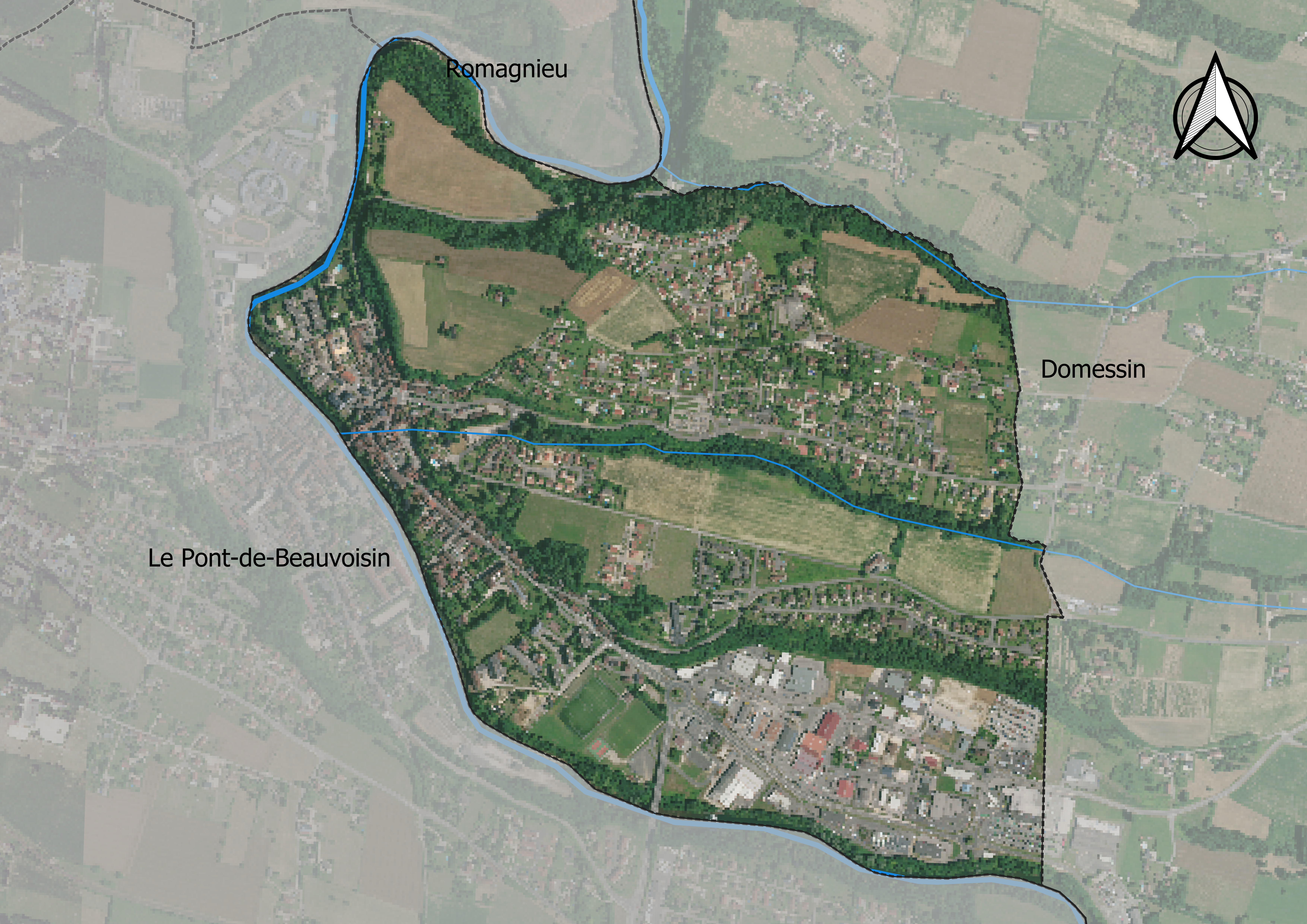
Carte orthophotogrammétrique de la commune.

## Toponymie
Le nom latin de Pont de Beauvoisin est PONS BELLOVICINUS ou PONS BELLIVICINUS (beau voisin), et on trouve dans les écrits, Le Pont au  IXe siècle, Pont de Belvezin au XIIe siècle, Belvoysin et Biauvoysin au  XIIIe siècle.
Beauvoisin : de l'adjectif bas latin bellus (beau) et vicinium (voisinage, village). Voisin (vicinus), comme toponyme, est un dérivé du latin vicus (bourg, village). Pour le chanoine Adolphe Gros « Beauvoisin appartient à la série des toponymes provenant du bas latin bellum videre ou bellus visus, tels que Bellevue ».
Les noms officiels tels que définis par le Code officiel géographique pour les deux communes sont « Le Pont-de-Beauvoisin ». Toutefois, depuis le 7 novembre 1963 (date du rattachement de la commune de La Folatière), le nom utilisé localement pour les deux communes est « Pont-de-Beauvoisin » en Isère et « Le Pont-de-Beauvoisin » en Savoie. On va donc au Pont (en Savoie) et à Pont (en Isère) localement.

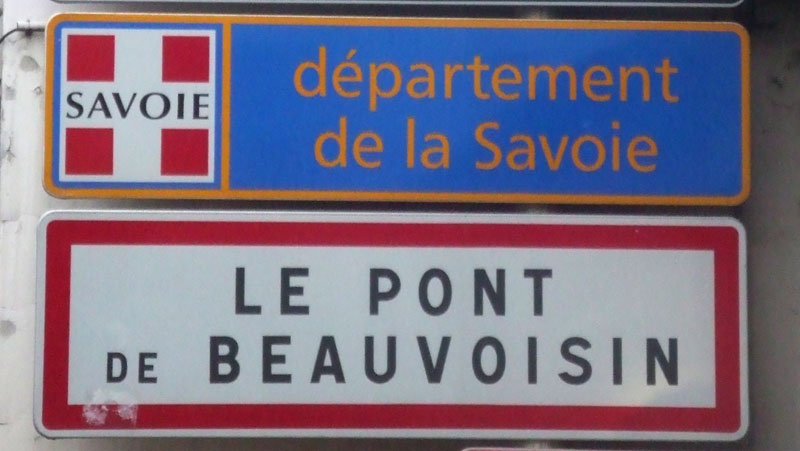
Panneau routier de la Savoie sur le pont.
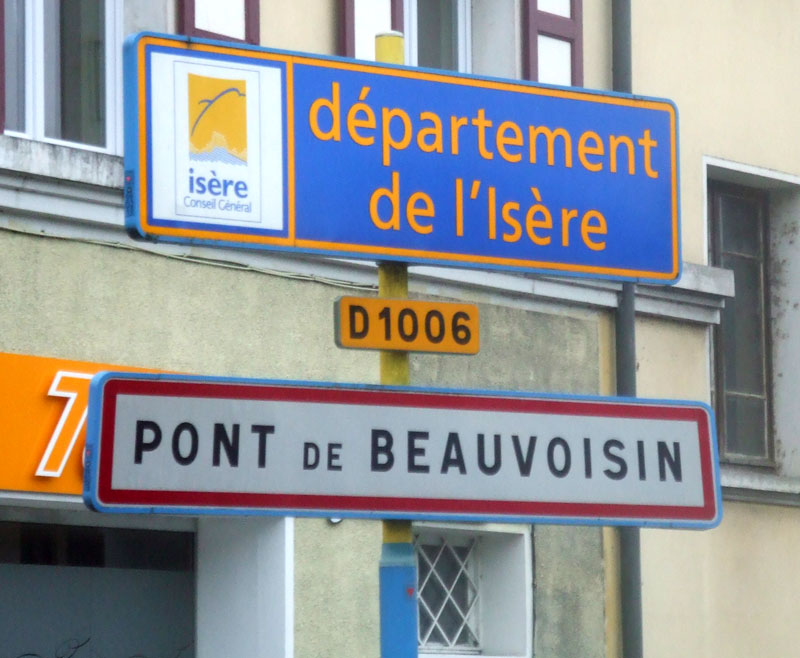
Panneau routier de l'Isère sur le pont.
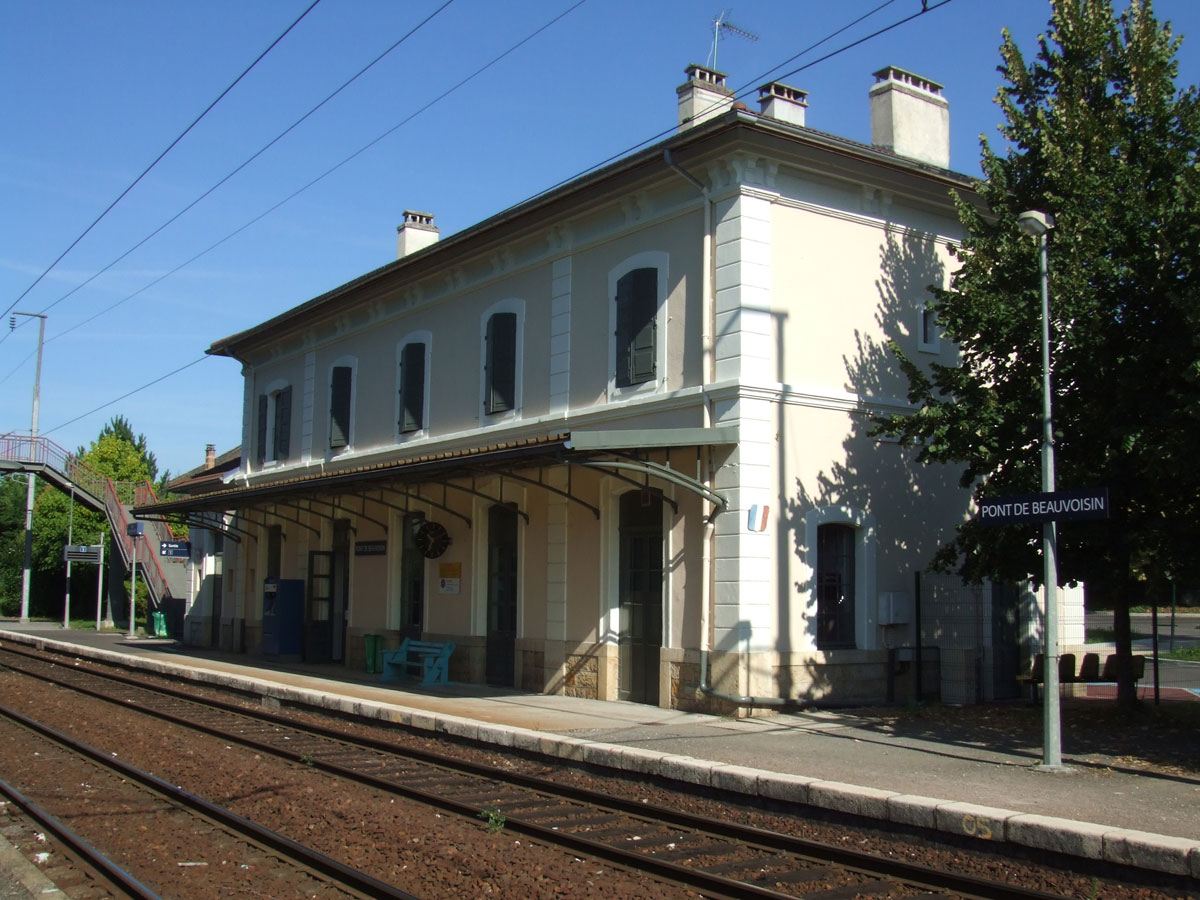
Gare (station nommée Pont-de-Beauvoisin).

En francoprovençal, le nom de la commune s'écrit Pon, selon la graphie de Conflans.

## Histoire

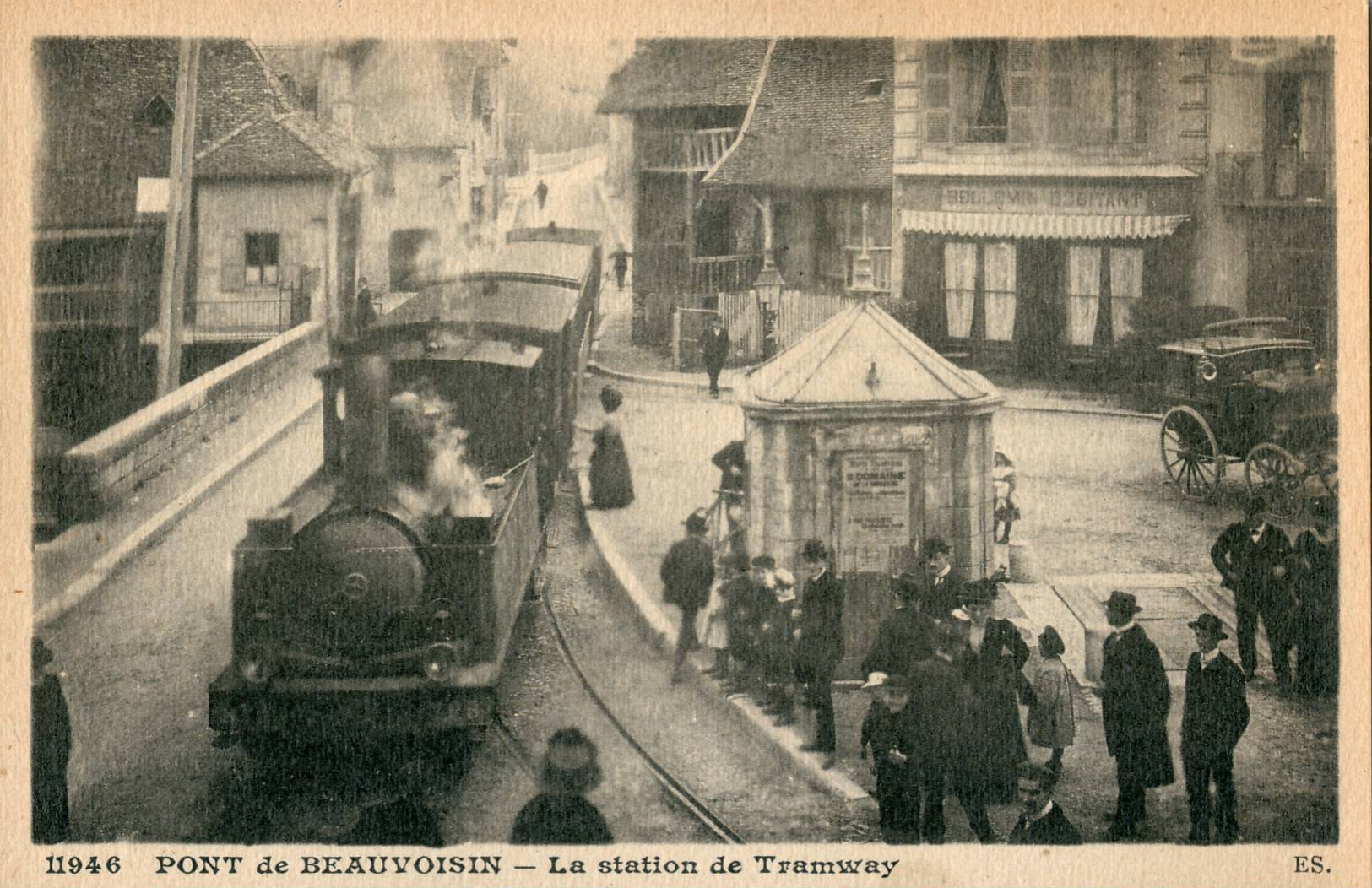
Le bourg fut desservi, au début du XXe siècle, par deux chemins de fer secondaires :
- Le Tramway de Pont-de-Beauvoisin à Bompertuis des TOD (1909-1927)
- Le Tramway de Pont-de-Beauvoisin (TPB), qui reliait Saint-Genix d'Aoste à Saint-Béron (1897-1932), dont on voit ici une rame, place Carouge, tracté par une locomotive Pinguely.

Le Pont-de-Beauvoisin, doyenné du diocèse de Belley, situé au sud-ouest du Rhône et du Guiers, appartenant au Dauphiné, il ne fut plus considéré comme faisant partie du Bugey après que la maison de Savoie eu réalisé l'unité politique du territoire.

### Moyen Âge
En 1371, Jean de Sômont, dit Cornu, est châtelain du Pont-de-Beauvoisin.
Ville française depuis l'annexion de la Savoie à la France en 1860.
La commune de Pont de Beauvoisin, de l'autre côté du Guiers, elle, devient française en 1349 par le rattachement du Dauphiné de Viennois à la France.
Ayant adhéré à la Ligue d'Augsbourg en 1690, Victor-Amédée II se rallie à la France en 1696. Un des principaux articles de la paix est le mariage de sa fille aînée Marie-Adélaïde, 11 ans, avec le duc de Bourgogne, petit-fils de Louis XIV. Le 16 octobre, Marie-Adélaïde arrive au Pont-de-Beauvoisin, conduite par Charles Philibert d'Este, marquis de Dronero, grand maréchal de Savoie. Elle se repose et se pare dans une maison préparée pour elle. Elle franchit le pont François Ier. Sur la rive dauphinoise, elle est accueillie par Henri de Lorraine, comte de Brionne, grand écuyer de France (« monsieur le Grand »). Sur ordre de Louis XIV, elle est d'ores et déjà traitée comme fille de France. Sa maison est déjà constituée, et se trouve là pour la recevoir. Elle dort sur place, et se met en chemin le lendemain.

### Époque moderne
Les deux villes frontières sont le lieu de certains des exploits de Louis Mandrin, capturé le 11 mai 1755 au château de Rochefort, tout proche.

### Époque contemporaine
Durant l'été 2017, le nom des deux communes est cité par les médias nationaux et internationaux dans le cadre de ce qui deviendra « l'affaire Maëlys », celle-ci ayant comme point de départ la disparition inexpliquée d'une fillette de huit ans, Maëlys de Araujo, le dimanche 27 août 2017 vers trois heures du matin, lors d'une réception de mariage dans la salle des fêtes municipale du Pont-de-Beauvoisin (Isère).
Qu'il s'agisse de la victime et sa famille ou du principal suspect de l'affaire et sa famille, aucun des protagonistes de cette affaire n'est pontois, les deux communes n'étant concernées par cet événement qu'en raison du lieu de l'enlèvement de la fillette.

## Politique et administration

### Liste des maires
| Période                                  | Période   | Identité              | Étiquette | Qualité                                                                          |
| ---------------------------------------- | --------- | --------------------- | --------- | -------------------------------------------------------------------------------- |
| 1805                                     | 1806      | Henri Crétet          |           |                                                                                  |
| Les données manquantes sont à compléter. |           |                       |           |                                                                                  |
| ?                                        | mars 1989 | André Marter          |           | Pharmacien Réélu en 1983                                                         |
| mars 1989                                | mai 2020  | Raymond Ferraud       | PS-DVG    | Professeur retraité Réélu en 1995, 2001, 2008 et 2014                            |
| mai 2020                                 | En cours  | Christian Berthollier | SE        | Artisan retraité, ancien adjoint 7e vice-président de la CC Val Guiers (2020 → ) |

### Politique environnementale
Au XXIe siècle, le centre ville est tombé en déshérence avec la fermeture de nombreux commerces de proximité de centre ville.
   
Le développement économique de la ville a été effectué à l'extérieur de la ville au détriment des terres agricoles avec la construction de la zone d'activité commerciale de la Baronnie et de lotissements dortoirs comme le Croibier, le Roulet ou Avenue Jean Moulin.

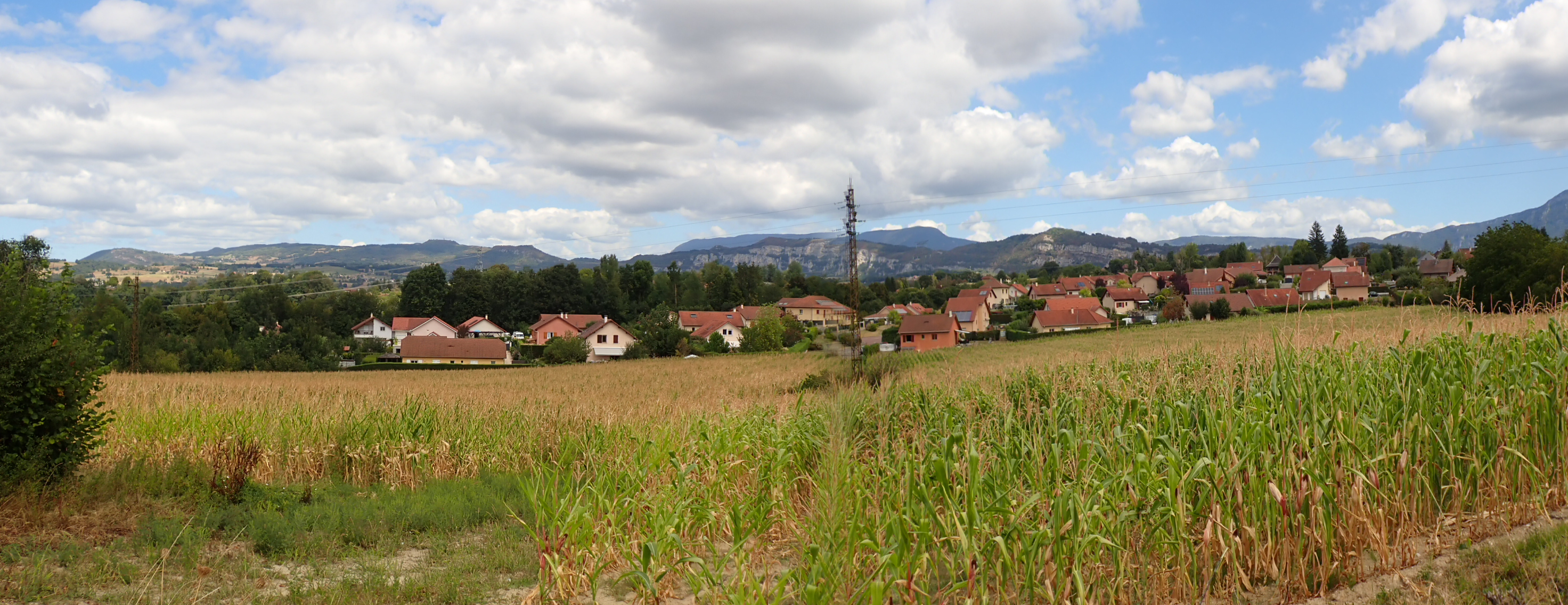
Nouveau lotissement-dortoir des Balcons du Guiers au Croibier construit dans les années 2005 - 2010 sur les terres agricoles.
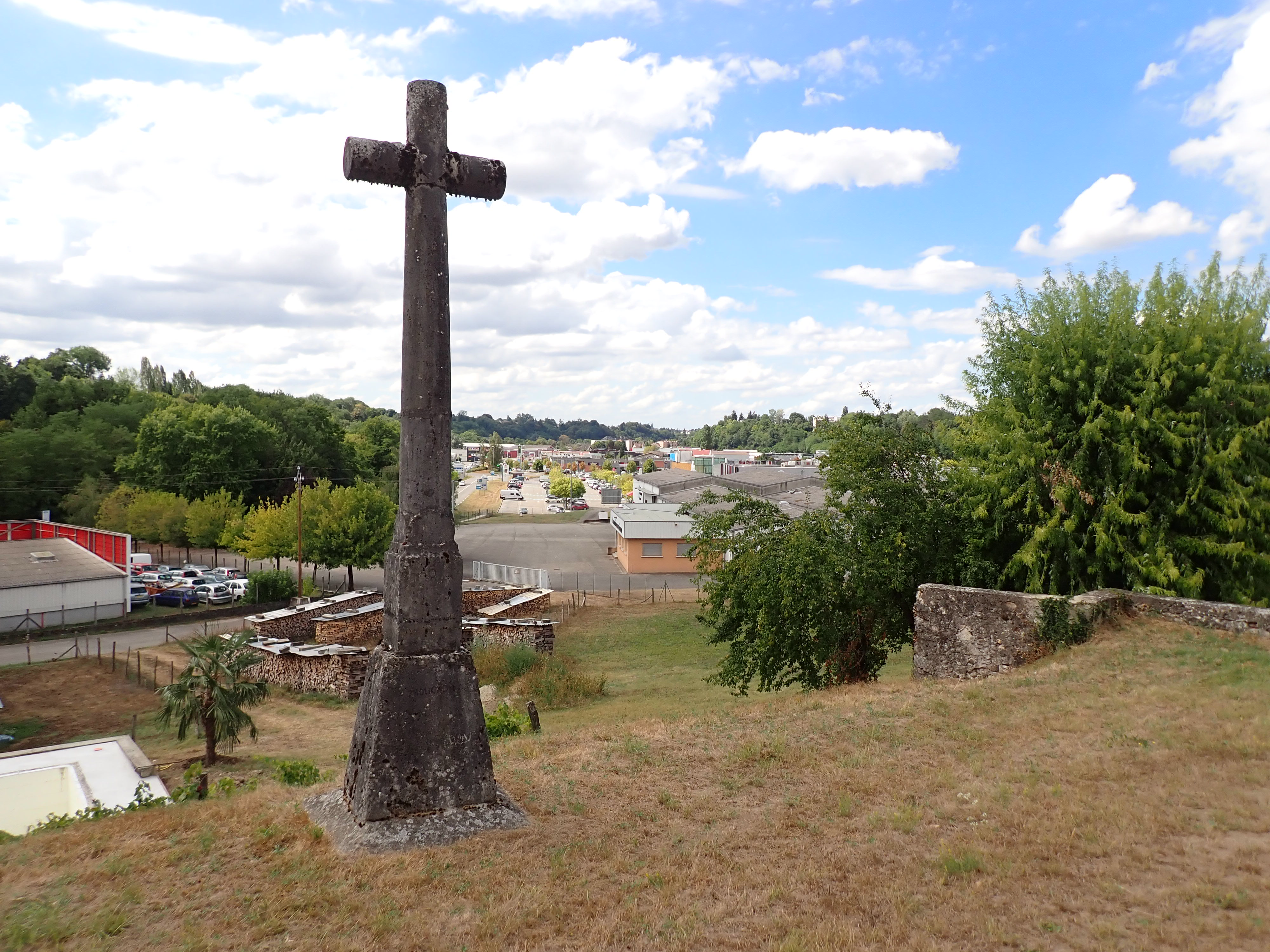
Zone industrielle de la Baronnie, vue depuis la chapelle de Domessin.

Les dernières zones naturelles de la commune sont
- Les molasses et terrains inondables du vallon du Guiers aval.
- Le ravin d'Aigue Noire.
- Les terres agricoles de la ferme du Pendu et les coteaux de molasse du val de Guiers.
- Le ravin de Pissevieille.

### Jumelages
- Erbach (Odenwald) (Allemagne)  - de:Erbach (Odenwald) et lien vers le site officiel de la ville d'Erbach.

## Population et société

### Démographie
L'évolution du nombre d'habitants est connue à travers les recensements de la population effectués dans la commune depuis 1793. Pour les communes de moins de 10 000 habitants, une enquête de recensement portant sur toute la population est réalisée tous les cinq ans, les populations de référence des années intermédiaires étant quant à elles estimées par interpolation ou extrapolation. Pour la commune, le premier recensement exhaustif entrant dans le cadre du nouveau dispositif a été réalisé en 2007.

En 2022, la commune comptait 2 106 habitants, en évolution de +1,64 % par rapport à 2016 (Savoie : +3,63 %, France hors Mayotte : +2,11 %).
| 1793  | 1800  | 1806  | 1822  | 1838  | 1848  | 1858  | 1861  | 1866  |
| ----- | ----- | ----- | ----- | ----- | ----- | ----- | ----- | ----- |
| 1 062 | 1 103 | 1 353 | 1 453 | 1 388 | 1 395 | 1 330 | 1 242 | 1 054 |

| 1872  | 1876  | 1881  | 1886  | 1891  | 1896  | 1901  | 1906  | 1911  |
| ----- | ----- | ----- | ----- | ----- | ----- | ----- | ----- | ----- |
| 1 202 | 1 240 | 1 637 | 1 583 | 1 493 | 1 620 | 1 543 | 1 407 | 1 269 |

| 1921  | 1926  | 1931  | 1936  | 1946  | 1954  | 1962  | 1968  | 1975  |
| ----- | ----- | ----- | ----- | ----- | ----- | ----- | ----- | ----- |
| 1 089 | 1 157 | 1 049 | 1 063 | 1 109 | 1 130 | 1 106 | 1 412 | 1 403 |

| 1982  | 1990  | 1999  | 2006  | 2007  | 2012  | 2017  | 2022  | - |
| ----- | ----- | ----- | ----- | ----- | ----- | ----- | ----- | - |
| 1 605 | 1 426 | 1 572 | 1 841 | 1 879 | 1 997 | 2 074 | 2 106 | - |

### Enseignement
Le Pont-de-Beauvoisin relève dans l'académie de Grenoble.
La ville administre des écoles maternelles et des écoles élémentaires communales.

## Économie
Une importante zone commerciale est située dans partie orientale du territoire communal, en limite de la commune de Dommessin.

## Culture locale et patrimoine

### Monuments et lieux touristiques

#### Le pont sur le Guiers
La ville doit son nom au pont François Ier qui traverse le Guiers, rivière locale séparant deux villes qui portent le même nom, l'une en Savoie, l'autre en Isère. Ce pont, initialement en bois, fit l'objet d'un projet en pierre, datant de 1543, établi sous le roi François Ier (d'où son nom), mais il ne fut réalisé qu'en 1583, après la mort du souverain. En dos d'âne, il fut reconstruit avec un tablier plat pour permettre le passage des carrosses.
Détruit en 1940 pour s'opposer au passage des troupes d'occupation, il fut reconstruit avec des méthodes modernes (longerons métalliques) et recouvert d'une partie des pierres initiales. Le reste des pierres est encore visible dans le cours d'eau, depuis le pont.
|  |  |

#### L'église des Carmes
Elle date de 1419. Restauration par Emmanuel Crétet, natif de la ville.
- architecture particulière avec nef à un seul bas-côté, typique des ordres mendiants.
- chapelle des Dix Mille Martyrs (restaurée).
- peintures (datant de 1844 et classées en 1987) sur les 2 800 m2 des murs et des voûtes, effectuées par les deux frères Alonzo et Giuseppe Antonio Avondo, décorateurs d'église piémontais (La Descente de Croix et le Christ de Gethsemani sont deux exemples remarquables de leurs travaux ici).
- vitraux du XIXe siècle, tableau de Jacques de Clermont et de son épouse Jeanne de Poitiers, donateurs honorés par un blason.
- pavement à 45 pierres tumulaires, dalles gravées.
- pierres tombales de nobles, dont celle du noble Jean Louis, curiosité comportant deux pistolets. Celles de Henri Crétet (frère d'Emmanuel Crétet), Jean de Montbel, de Anne de Varax, de Charles-Gabriel Pravaz.

Plusieurs éléments de l'ancien couvent des Carmes font maintenant parties intégrantes de l'Hôtel de ville (comme la salle capitulaire, le jardin…).

### Personnalités liées à la commune
- Emmanuel Crétet de Champmol, né le 10 février 1747 au Pont-de-Beauvoisin en Savoie, mort le 28 novembre 1809 à Paris, administrateur et homme politique français, député en 1795, sénateur et conseiller d'État en 1799, premier gouverneur de la Banque de France puis Ministre de l'Intérieur de Napoléon en 1807. Il est inhumé au  Panthéon de Paris. (Le jardin de ville porte son nom depuis le 15 septembre 2007).
- Son frère, Henri Crétet, maire de la commune, dont la pierre tombale est dans l'église des Carmes.
- Sa sœur, Gabrielle[32], épouse de l'industriel grenoblois Mathieu Teisseire, est la mère de l'homme politique Camille Teisseire.
- Jean (de) Montfalcon (1767-1845), chevalier de l'Empire, général des armées de la République et de l'Empire, né dans la commune le 6 février et décédé à Carouge (Suisse)[33].
- Élie Perrin, peintre devenu pontois[34].

### Héraldique, logotype et devise
| Blason de Pont-de-Beauvoisin | De gueules à la croix d'argent cantonnée au chef dextre d'une étoile du même. |

## Pour approfondir